# I tre moschettieri del varietà
I tre moschettieri del varietà (A Broadway Butterfly) è un film muto del 1925 diretto da William Beaudine . Prodotto e distribuito dalla Warner Bros., il film uscì in sala il 29 marzo 1925.

## Trama
Ragazza di provincia, Irene Astaire si è messa in testa di sfondare nel mondo dello spettacolo. Così, appena può, lascia la sua piccola città e parte per la Grande Mela, perché il suo obiettivo è Broadway. A New York, diventa amica di una ballerina di fila, la spumeggiante Cookie Dale, che le trova lavoro nel corpo di ballo dell'Amsterdam Roof.
La ragazza ha fatto colpo su Crane Wilder: costui, poco avvezzo ai romanticismi, fa delle avances piuttosto esplicite a Irene che, invece, è innamorata di Ronald Steel. Cookie cerca di contrastare i piani di Wilder ma Ronald, avendo visto la sua ragazza uscire dalla casa del rivale, immagina che lei lo abbia tradito. Così si mette a corteggiare un'altra ballerina. Irene, depressa, accetta le proposte di Wilder. Cookie, per salvare l'amica, le propone di lavorare per i suoi genitori, lasciando il balletto. Poi, si mette d'impegno per riavvicinare Ronald a Irene, facendo loro superare tutte le incomprensioni e gli equivoci.

## Produzione
Il film fu prodotto dalla Warner Bros. Pictures.

## Distribuzione
Distribuito dalla Warner Bros. Pictures, il film uscì nelle sale cinematografiche statunitensi il 29 marzo 1925, in quelle italiane nel 1927.
Non si conoscono copie ancora esistenti della pellicola che viene considerata presumibilmente perduta.

### Date di uscita
IMDb
- USA	29 marzo 1925
- Finlandia	18 maggio 1925
- Portogallo	13 settembre 1926

Alias
- Asphaltschmetterlinge	Germania
- Mariposas de Music-Hall	Portogallo